# Tadeusz Butler
Tadeusz Butler (ur. 9 września 1925 w Kolnie, zm. 17 listopada 2017 w Gdyni) – polski architekt, działacz podziemia niepodległościowego w czasie II wojny światowej.

## Życiorys
Pochodził z rodziny nauczycielskiej o tradycjach patriotycznych; jego pradziadek Marian został po 1863 zesłany na Syberię, zaś jego wuj Marian poległ w wojnie polsko-bolszewickiej podczas obrony Łomży. Ojciec Tadeusza – Rajmund był do 1932 pracownikiem starostwa w Kolnie. W 1932 rodzina osiadła w Łomży i do wybuchu II wojny światowej, Tadeusz Butler był uczniem tamtejszej Szkoły Powszechnej nr 3. Od 1935 należał do Drużyny Harcerskiej im. gen. Henryka Dąbrowskiego. Po wybuchu II wojny światowej trafił do rodzinnego Kolna gdzie przebywał zarówno w trakcie okupacji sowieckiej jak i niemieckiej, od 1942 pracując jako robotnik fizyczny. Był członkiem Związku Walki Zbrojnej, a następnie Armii Krajowej. W trakcie akcji „Burza” służył w oddziale partyzanckim kpt. Stanisława Olszaka ps. „Szarecki”. Po wojnie studiował architekturę na Politechnice Gdańskiej i pracował na stanowiskach od kreślarza do projektanta w Biurach Projektowych Budownictwa Morskiego i Przemysłu Maszynowego. Był między innymi autorem projektu mogiły poległych pod Lemanem na cmentarzu w Kolnie oraz pomnika AK. W momencie poprzedzającym śmierć był ostatnim żołnierzem AK pochodzącym z Kolna.
Pochowany na cmentarzu w Prabutach.

## Wybrane odznaczenia
- Krzyż Oficerski Orderu Odrodzenia Polski